# Tahlequah, Oklahoma
Tahlequah, glavno središte Cherokee Indijanaca na sjeveroistoku Indijanskog Teritorija (Oklahoma), danas grad od preko 14,000 stanovnika (2000.) u okrugu Cherokee. Ime je nastalo po nazivu starog Cherokee grada Tellico (možda od Ta'ligwu= "just two," ili "two is enough"./ U gradu se danas nalazi državno sveučilište  'Northeastern State University' , i laboratoriji (Northeastern Regional Lab) za forenzičku biologiju i ispitivanje i identifikaciju droga i opasnih supstanci.